# 개통발
개통발(Utricularia intermedia)은 통발과의 여러해살이풀이다.

## 생태
한국에서는 중북부의 연못에 난다. 높이 5-15cm이다. 근경은 길고, 잎은 마주난다. 물 속의 잎은 2-3회 3출엽, 갈래에 톱니가 있고, 벌레잡이 주머니는 없다. 꽃줄기는 곧게 서고, 비늘잎이 1-2장씩 있으며, 땅 속으로 자라는 가지에 벌레잡이 주머니가 있다. 꽃은 꽃줄기에 2-5송이씩 총상꽃차례로 달리고, 포는 난형, 꽃자루는 길이 7-10mm이다. 화관은 입술 모양, 길이 12-15mm, 윗입술 꽃잎은 크고, 거의 원통형이고 아랫입술 꽃잎과 길이가 비슷하다. 수술은 2개이며 열매는 삭과이다.

## 참고 문헌
- 이 문서에는 다음커뮤니케이션(현 카카오)에서 GFDL 또는 CC-SA 라이선스로 배포한 글로벌 세계대백과사전의 내용을 기초로 작성된 글이 포함되어 있습니다.